# Barbara Goalen
Barbara Goalen, née Barbara Kathleen Bach le 1er janvier 1921 est un mannequin britannique. Célèbre à l'aube des années 1950, elle est considérée à cette époque comme une représentation de la distinction anglaise et devient « la femme la plus photographiée en Angleterre », indissociable du photographe John French. Elle arrête son métier de modèle au milieu des années 1950 à la suite de son mariage. Elle meurt le 16 juin 2002 dans la banlieue sud de Londres.

## Biographie
Née en Malaisie où son père est propriétaire d'une plantation de caoutchouc, Barbara Bach rentre en Angleterre à l'âge de huit ans. Elle fait ses études à la St Mary's School (en) à Calne. Elle entreprend des études d'art, mais quitte celles-ci pour devenir chauffeur d'ambulance. 
Son premier mari, un pilote de la RAF Ian Goalen meurt lorsque son avion s'écrase. Veuve avec deux enfants en bas âge, elle commence sa carrière comme mannequin-cabine vers l'âge de vingt-quatre ans : « Elle possédait à la fois l'allure et l'aisance ». La rupture avec cette activité cantonnée dans les salons et ateliers d'une maison de couture arrive lorsqu'elle rencontre le photographe anglais John French (en) ; elle devient rapidement son « mannequin préféré » et établissant une profonde complicité, ils sont tous deux indissociables. Mais les débuts sont difficiles : son nez qualifié d'« aristocratique » ne convient pas aux photos et elle choisit de se faire opérer.
Dès la fin des années 1940, elle est publiée dans les pages de The Ambassador, The British Export Magazine (en) photographiée par Elsbeth Juda, puis dans Vanity Fair ou le Daily Express. Rapidement, elle est continuellement publiée dans le British Vogue et Harper's Bazaar accédant ainsi à la notoriété. 
Connue pour sa taille étroite, ses mensurations « parfaites » sont idéales pour la tendance du New Look qui domine cette époque,. Barbara Goalen s'affiche alors en Dior ou Balenciaga à Paris, couvrant, à la demande du Vogue français, les collections haute couture. Elle travaille dans plusieurs endroits du monde, jusqu'à l'Australie, avec les photographes Cecil Beaton, Henry Clarke, Norman Parkinson, ou Clifford Coffin dont elle devient un des modèles favoris, et fera plusieurs couvertures de Vogue.
D'une grande sophistication et élégance, elle est l'une des premières à paraître inaccessible et distante, ; son élégance naturelle lui permet de faire d'un simple chemisier de coton le sommet du chic, et chaque vêtement porté semble sortir de sa propre garde-robe,.
Au sommet de sa gloire, elle gagne parfois en une heure l'équivalent du salaire de base hebdomadaire anglais, ; cela paraît tellement facile qu'elle va engendrer la vocation de nombreuses femmes pour ce métier et avoir de nombreux fans. les vêtements qu'elle porte et son maquillage avec ses « yeux de biche » sont largement copiés.
En plein succès, elle arrête sa carrière de mannequin lorsqu'elle se marie au milieu des années 1950 avec Nigel Campbell (1993†) à Caxton Hall,. Elle aura deux filles de plus. En 1958, elle fait une apparition dans la comédie romantique Wonderful Things! (en) réalisée par Herbert Wilcox. Par la suite, elle écrit une chronique de mode dans le Daily Telegraph,, puis apparaît en 1961 dans un hommage photographié par Terence Donovan et publié dans le Daily Express.
Surnommée parfois « La Goalen »,, elle reste avec Fiona Campbell-Walter et Anne Gunning, l'un des trois grands modèles britanniques de cette époque,, et l'un des mannequins vedettes telles Lisa Fonssagrives, Suzy Parker ou Dorian Leigh. Dans les années 1950, les médias la présentent comme « la femme la plus photographiée d'Angleterre ».